# Ptyoiulus impressus
Ptyoiulus impressus är en mångfotingart som först beskrevs av Thomas Say 1821.  Ptyoiulus impressus ingår i släktet Ptyoiulus och familjen Parajulidae. Inga underarter finns listade i Catalogue of Life.